# Клайнвельсбах
Клайнвельсбах (нем. Kleinwelsbach) — община в Германии, в земле Тюрингия. 
Входит в состав района Унструт-Хайних. Подчиняется управлению Шлотайм.  Население составляет 130 человек (на 31 декабря 2010 года). Занимает площадь 3,44 км².